# Halové mistrovství České republiky v atletice 2009
Halové mistrovství ČR v atletice 2009 se uskutečnilo ve dnech 21.–22. února 2009 v hale Otakara Jandery v pražské Stromovce. Pro české atlety znamenal domácí šampionát jednu z posledních možností, jak splnit limit na halové ME do italského Turína.  

## Medailisté

### Muži
| Soutěž                       | Zlato                                                                   | Stříbro                                                                            | Bronz                                                                        |
| 60 m                         | Libor Žilka 6,66                                                        | Jan Veleba 6,76                                                                    | Michal Jahn 6,82                                                             |
| 200 m                        | Vojtěch Šulc 21,53                                                      | Lukáš Šťastný 21,78                                                                | Jiří Faist 22,03                                                             |
| 400 m                        | Petr Szetei 46,96                                                       | Rudolf Götz 47,39                                                                  | Jiří Vojtík 48,44                                                            |
| 800 m                        | Miroslav Kaplan 1:52,42                                                 | Jaroslav Růža 1:52,83                                                              | Richard Svoboda 1:53,29                                                      |
| 1500 m                       | Tomáš Belada 3:54,72                                                    | Vladimír Bartůněk 3:55,50                                                          | Adam Kouba 3:56,80                                                           |
| 3000 m                       | Petr Mikulenka 8:14,57                                                  | Lukáš Kourek 8:28,35                                                               | Tomáš Harom 8:29,38                                                          |
| 60 m př.                     | Martin Pokorný 8,01                                                     | Adam Nejedlý 8,03                                                                  | Libor Hrůza 8,14                                                             |
| 4 × 400 m                    | Pavel Jiráň Martin Hošek Petr Daněk Petr Klofáč PSK Olymp Praha 3:16,78 | Miroslav Burian Ondřej Kužílek Richard Svoboda Matěj Blahůt TJ Dukla Praha 3:17,25 | Tomáš Bošek Martin Čapek Tomáš Krupka Theodor Jareš ASK Slavia Praha 3:18,55 |
| Skok do výšky                | Svatoslav Ton 2,21 m                                                    | Jaroslav Bába 2,18 m                                                               | Tomáš Janků 2,18 m                                                           |
| Skok o tyči                  | Michal Balner 5,66 m                                                    | Jan Kudlička 5,35 m Štěpán Janáček 5,35 m                                          | neudělena                                                                    |
| Skok daleký                  | Roman Novotný 7,64 m                                                    | Štěpán Wagner 7,52 m                                                               | Milan Pírek 7,19 m                                                           |
| Trojskok                     | Vojtěch Kučera 15,23 m                                                  | Tomáš Janků 14,72 m                                                                | Tomáš Veselý 14,68 m                                                         |
| Vrh koulí                    | Remigius Machura 18,47 m                                                | Jan Tylče 18,15 m                                                                  | Ladislav Prášil 17,09 m                                                      |
| Sedmiboj Praha 7. – 8.2.2009 | Adam Nejedlý 5604 bodů                                                  | František Staněk 5525 bodů                                                         | David Sazima 5523 bodů                                                       |

### Ženy
| Soutěž                      | Zlato                                                                                | Stříbro                                                                                               | Bronz                                                                                    |
| 60 m                        | Iveta Mazáčová 7,41                                                                  | Kateřina Čechová 7,43                                                                                 | Kristina Bažatová 7,46                                                                   |
| 200 m                       | Kateřina Čechová 24,30                                                               | Kristina Bažatová 24,45                                                                               | Iveta Mazáčová 24,63                                                                     |
| 400 m                       | Zuzana Hejnová 53,82                                                                 | Jitka Bartoničková 55,14                                                                              | Drahomíra Eidrnová 55,44                                                                 |
| 800 m                       | Lenka Masná 2:08,16                                                                  | Kateřina Hálová 2:08,43                                                                               | Jana Melichová 2:08,99                                                                   |
| 1500 m                      | Marcela Lustigová 4:33,86                                                            | Lucie Sekanová 4:34,48                                                                                | Petra Kuříková 4:37,25                                                                   |
| 3000 m                      | Petra Kamínková 9:30,57                                                              | Lucie Sekanová 9:34,38                                                                                | Martina Bařinová 9:39,00                                                                 |
| 60 m př.                    | Lucie Škrobáková 8,03                                                                | Jana Korešová 8,26                                                                                    | Lenka Lepičová 8,49                                                                      |
| 4 × 400 m                   | Jitka Bartoničková Kristýna Skřenková Jana Korešová Zuzana Hejnová USK Praha 3:48,04 | Kateřina Ulrichová Lenka Švábíková Drahomíra Eidrnová Veronika Jelínková Hvězda SKP Pardubice 3:48,36 | Jana Sajdoková Tereza Straková Veronika Šťastná Petra Štěpánková PSK Olymp Praha 3:53,18 |
| Skok do výšky               | Iva Straková 1,96 m                                                                  | Oldřiška Marešová 1,86 m                                                                              | Kateřina Konvalinková 1,79 m                                                             |
| Skok o tyči                 | Jiřina Ptáčníková 4,40 m                                                             | Romana Maláčová 4,25 m                                                                                | Petra Kozelková 3,80 m                                                                   |
| Skok daleký                 | Denisa Rosolová 6,45 m                                                               | Jana Korešová 6,38 m                                                                                  | Kateřina Konvalinková 6,19 m                                                             |
| Trojskok                    | Martina Šestáková 13,68 m                                                            | Lucie Májková 12,85 m                                                                                 | Lucie Ondraschková 12,30 m                                                               |
| Vrh koulí                   | Jana Kárníková 16,77 m                                                               | Andrea Valešová 15,11 m                                                                               | Lucie Vaníčková 14,94 m                                                                  |
| Pětiboj Praha 7. – 8.2.2009 | Jana Korešová 4202 bodů                                                              | Kateřina Konvalinková 4082 bodů                                                                       | Eliška Klučinová 4072 bodů                                                               |